# زيد محمد محمد أبو علي
زيد محمد محمد أبو علي برلماني يمني، عضو في مجلس النواب، عن الدورة البرلمانية 2003-2009 والكتلة البرلمانية لنواب حزب المؤتمر الشعبي العام عن الدائرة الانتخابية رقم (241) بمحافظة المحويت. ينحدر من مديرية الطويلة بمحافظة المحويت، ويُعد من أبرز الشخصيات السياسية والاجتماعية والقبلية في المحافظة واليمن عموما، عُرف بمواقفه الوطنية الثابتة ومساهماته الفاعلة في إصلاح العديد من القضايا المجتمعية، لقب بعميد البرلمانيين اليمنيين.

## فترة المجلس
باتفاق عرف باسم «إتفاق فبراير» مُددت فترة المجلس لمدة عامين، وبقيام ثورة الشباب اليمنية لم تُجرَ الانتخابات، وبحسب إتفاق المبادرة الخليجية مُددت فترة المجلس لمدة عامين آخرين حتى 2013. ونظراً للأزمة السياسية المستمرة منذ ذلك العام واندلاع الحرب القائمة منذ 2015 لم يتسنى انتخاب مجلس نواب جديد، ولا تزال الشرعية البرلمانية متجسدة في المجلس المنتخب منذ عام 2003 حتى اليوم.

## وفاته
توفي يوم الخميس 17 يوليو 2025 في صنعاء عن عمر ناهز 64 عاما. وقد ووري جثمانه الثرى يوم السبت 19 يوليو 2025 في مسقط رأسه مدينة الطويلة بمحافظة المحويت بعد الصلاة عليه في جامع الصالح بصنعاء، وقد شُيع جثمانه في موكب جنائزي رسمي وشعبي كبير وصف ب "غير المسبوق" وبحضور برلمانين و مشايخ وسلطات المحلية والرسمية  .